# چیکشی (اکلاهما)
چیکشی(به انگلیسی: Chickasha) شهری در ایالت اکلاهما کشور ایالات متحده آمریکا است که جمعیت آن در سرشماری سال ۲۰۱۰ میلادی، ۱۶٬۰۳۶ نفر بوده‌است.